# Liste des membranophones dans le système Hornbostel-Sachs
Cet article traite de la catégorie des membranophones dans le système Hornbostel-Sachs. Conçu par Erich von Hornbostel et Curt Sachs en 1914, ce système permet une classification des instruments de musique,.
Les membranophones forment la deuxième grande catégorie de la classification Hornbostel-Sachs. Dans un membranophone, le son est principalement produit par la vibration d'une membrane tendue. Ce groupe inclut tous les tambours.

## Membranophones (2)

### Membranophones frappés (21)
Ces instruments produisent un son lorsqu'une membrane est frappée. Cette catégorie regroupe la plupart des tambours.

#### Membranophones frappés directement (211)

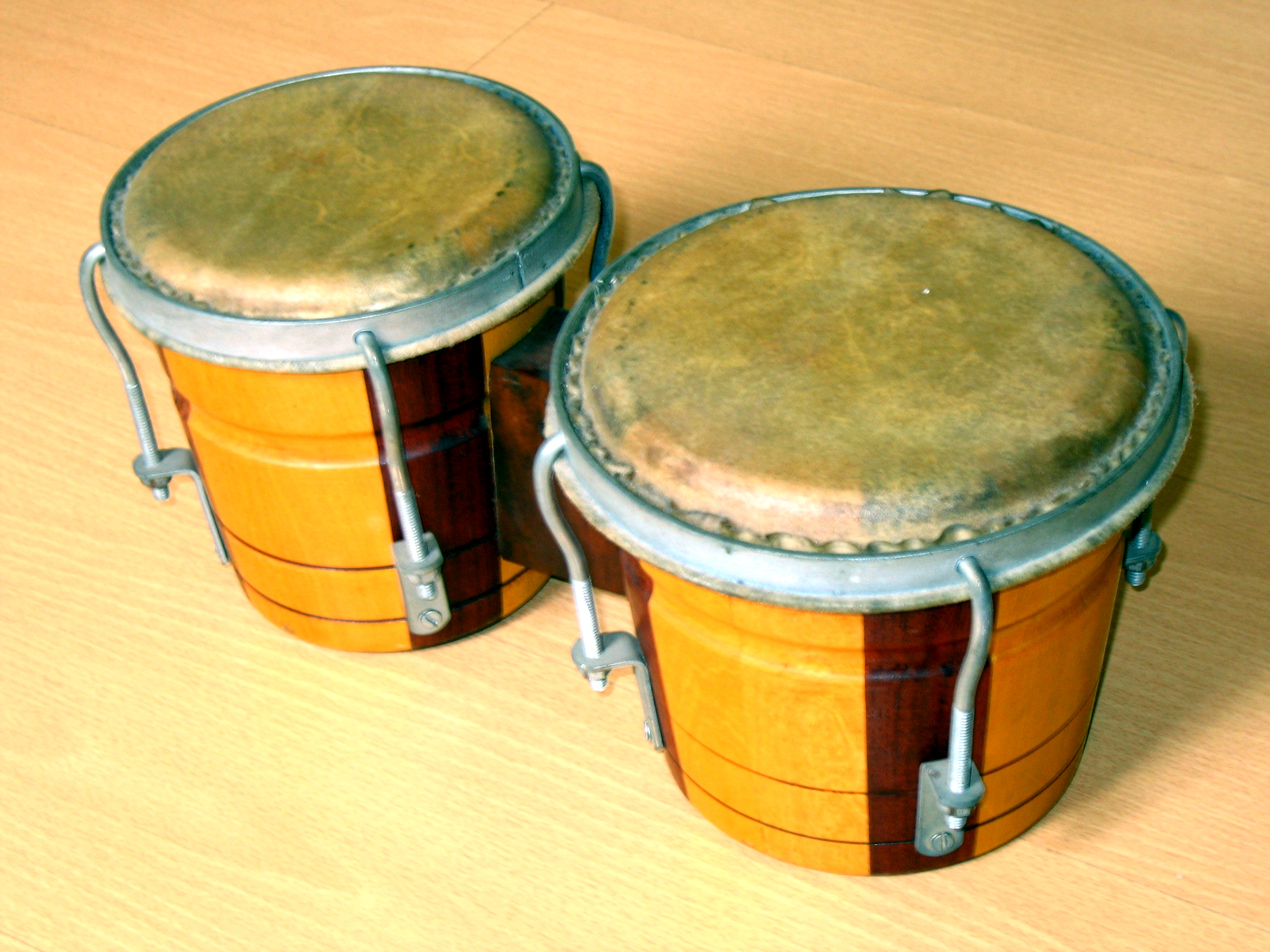
Bongos, 211.251.1.

Instruments dont la membrane est frappée directement, par exemple avec les mains, des baguettes ou des claviers.
- 211.1 : instruments dont le corps est de forme hémisphérique
  - 211.11 : isolés
    - Tamak'
    - Timbales

  - 211.12 : groupés
    - Tablâ

- 211.2 : instruments dont le corps est tubulaire
  - 211.21 : instruments dont le corps a le même diamètre au milieu et aux extrémités (tambours cylindriques)
    - 211.211 : une seule membrane
      - 211.211.1 : ouverts, l'extrémité sans membrane est ouverte
        - Octoban

      - 211.211.2 : fermés, l'extrémité sans membrane est fermée

    - 211.212 : deux membranes
      - Tumdak'
      - 211.212.1 : isolés
        - Grosse caisse
        - Dum dum
        - Caisse claire
        - Tom

      - 211.212.2 : groupés

  - 211.22 : instruments dont le corps est en forme de tonneau
    - 211.221 : une seule membrane
      - 211.221.1 : ouverts, l'extrémité sans membrane est ouverte
        - Conga

      - 211.221.2 : fermés, l'extrémité sans membrane est fermée

    - 211.222 : deux membranes
      - 211.222.1 : isolés
        - N-Odaiko, variété de taiko

      - 211.222.2 : groupés

  - 211.23 : instruments dont le corps forme un double cône
    - 211.231 : une seule membrane
      - 211.231.1 : ouverts, l'extrémité sans membrane est ouverte
      - 211.231.2 : fermés, l'extrémité sans membrane est fermée

    - 211.232 : deux membranes
      - 211.232.1 : isolés
      - 211.232.2 : groupés

  - 211.24 : instruments dont le corps est en forme de sablier
    - 211.241 : une seule membrane
      - 211.241.1 : ouverts, l'extrémité sans membrane est ouverte
      - 211.241.2 : fermés, l'extrémité sans membrane est fermée

    - 211.242 : deux membranes
      - 211.242.1 : isolés
      - 211.242.2 : groupés

  - 211.25 : instruments dont le corps est de forme conique
    - 211.251 : une seule membrane
      - 211.251.1 : ouverts, l'extrémité sans membrane est ouverte
        - Bongo

      - 211.251.2 : fermés, l'extrémité sans membrane est fermée

    - 211.252 : deux membranes
      - 211.252.1 : isolés
      - 211.252.2 : groupés

  - 211.26 : instruments dont le corps est en gobelet
    - 211.261 : une seule membrane
      - 211.261.1 : ouverts, l'extrémité sans membrane est ouverte
        - Djembé, Darbouka

      - 211.261.2 : fermés, l'extrémité sans membrane est fermée
        - Dabakan

    - 211.262 : deux membranes
      - 211.262.1 : isolés
      - 211.262.2 : groupés

- 211.3 : instruments dont la hauteur du corps ne dépasse pas le rayon de la membrane (tambours sur cadre)
  - Tambourin
  - 211.31 : sans poignée
    - 211.311 : une seule membrane
    - 211.312 : deux membranes

  - 211.32 : avec poignée
    - 211.321 : une seule membrane
      - Bodhrán

    - 211.322 : deux membranes

#### Membranophones secoués (212)

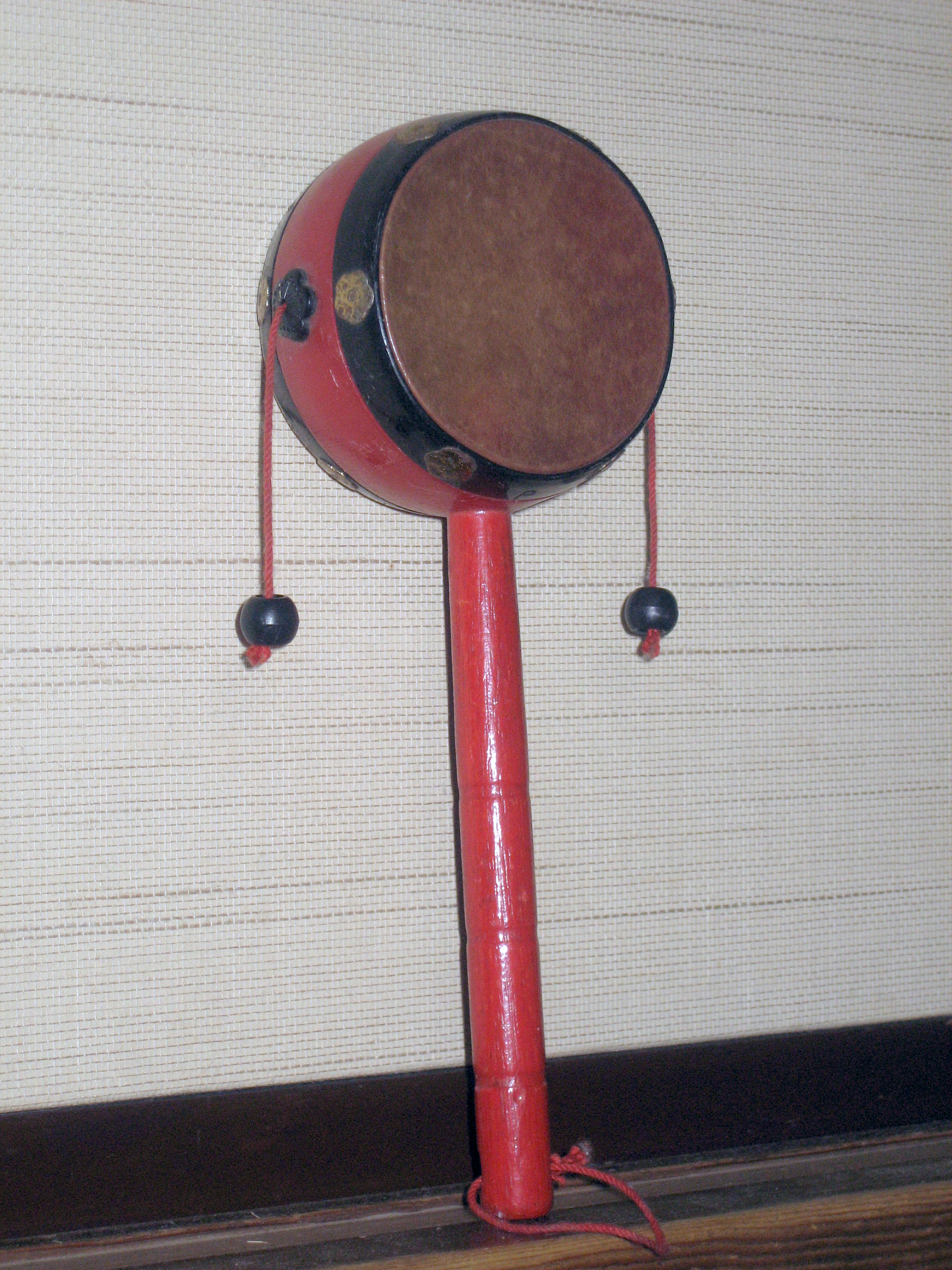
Den-den daiko, 212.322.

Ces instruments sont secoués, leur membrane étant actionnés par des objets à l'intérieur du tambour ou suspendus à l'extérieur.
- 212.1 : instruments dont le corps est de forme hémisphérique
  - 212.11 : isolés
  - 212.12 : groupés

- 212.2 : instruments dont le corps est tubulaire
  - 212.21 : instruments dont le corps a le même diamètre au milieu et aux extrémités (tambours cylindriques)
    - 212.211 : une seule membrane
      - 212.211.1 : ouverts, l'extrémité sans membrane est ouverte
      - 212.211.2 : fermés, l'extrémité sans membrane est fermée

    - 212.212 : deux membranes
      - 212.212.1 : isolés
      - 212.212.2 : groupés

  - 212.22 : instruments dont le corps est en forme de tonneau
    - 212.221 : une seule membrane
      - 212.221.1 : ouverts, l'extrémité sans membrane est ouverte
      - 212.221.2 : fermés, l'extrémité sans membrane est fermée

    - 212.222 : deux membranes
      - 212.222.1 : isolés
      - 212.222.2 : groupés

  - 212.23 : instruments dont le corps forme un double cône
    - 212.231 : une seule membrane
      - 212.231.1 : ouverts, l'extrémité sans membrane est ouverte
      - 212.231.2 : fermés, l'extrémité sans membrane est fermée

    - 212.232 : deux membranes
      - 212.232.1 : isolés
      - 212.232.2 : groupés

  - 212.24 : instruments dont le corps est en forme de sablier
    - 212.241 : une seule membrane
      - 212.241.1 : ouverts, l'extrémité sans membrane est ouverte
      - 212.241.2 : fermés, l'extrémité sans membrane est fermée

    - 212.242 : deux membranes
      - 212.242.1 : isolés
      - 212.242.2 : groupés

  - 212.25 : instruments dont le corps est de forme conique
    - 212.251 : une seule membrane
      - 212.251.1 : ouverts, l'extrémité sans membrane est ouverte
      - 212.251.2 : fermés, l'extrémité sans membrane est fermée

    - 212.252 : deux membranes
      - 212.252.1 : isolés
      - 212.252.2 : groupés

  - 212.26 : instruments dont le corps est en gobelet
    - 212.261 : une seule membrane
      - 212.261.1 : ouverts, l'extrémité sans membrane est ouverte
      - 212.261.2 : fermés, l'extrémité sans membrane est fermée

    - 212.262 : deux membranes
      - 212.262.1 : isolés
      - 212.262.2 : groupés

- 212.3 : instruments dont la hauteur du corps ne dépasse pas le rayon de la membrane
  - 212.31 : sans poignée
    - 212.311 : une seule membrane
    - 212.312 : deux membranes

  - 212.32 : avec poignée
    - 212.321 : une seule membrane
    - 212.322 : deux membranes

### Membranophones pincés (22)
Instruments où une corde est attachés à la membrane, de telle façon que la membrane vibre quand la corde est pincée.
Certains commentateurs estime que les instruments de cette classe seraient plutôt à considérer comme des cordophones.

### Membranophones à friction (23)
Instruments dont la membrane vibre à la suite d'une friction. Ces instruments sont frottés plutôt que frappés.

#### À baton (231)

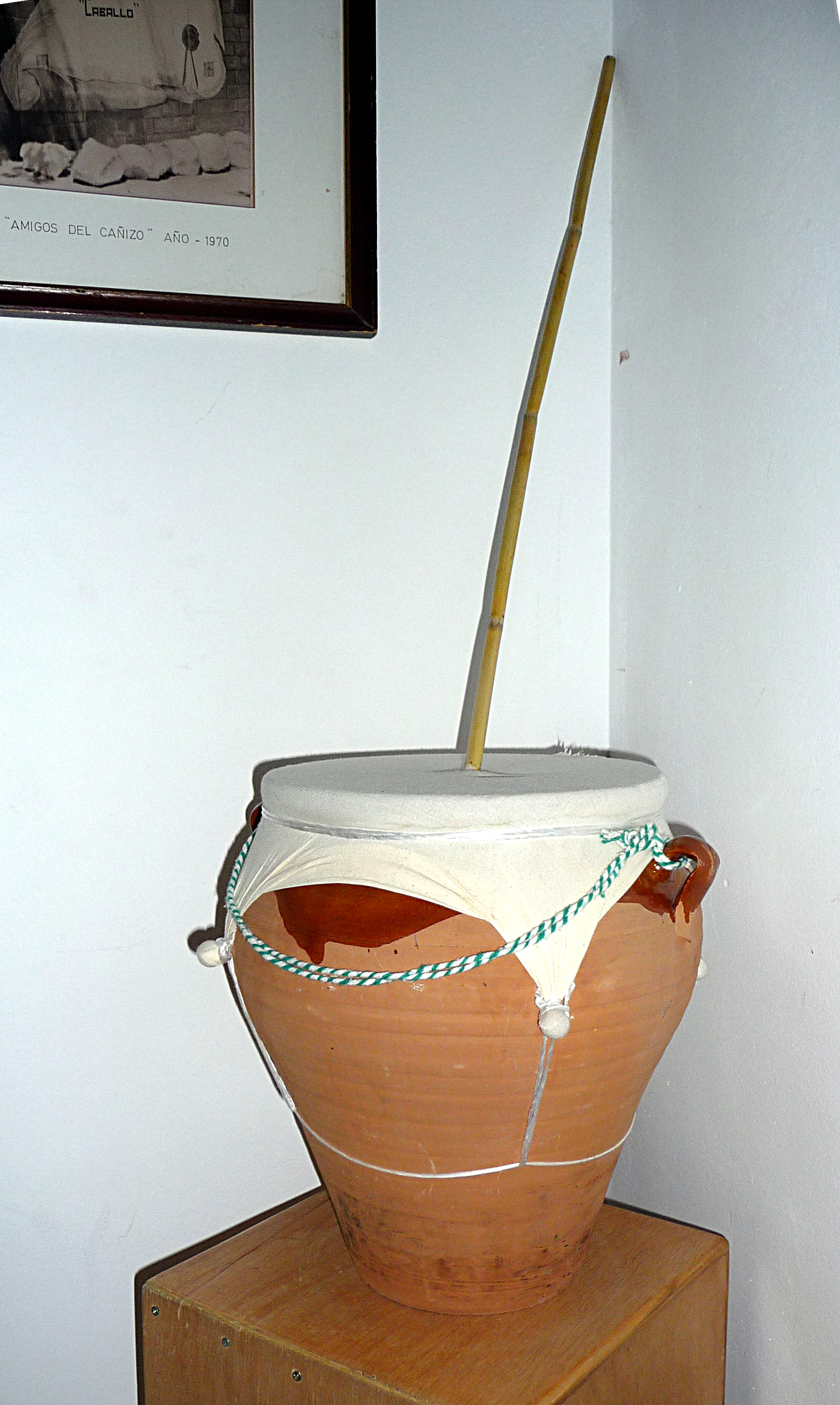
Zambomba, 231.13.

Instruments dont la membrane est actionnée par un bâton qui est frotté dessus.
- 231.1 : instruments où le bâton est inséré dans un trou de la membrane
  - 231.11 : bâton fixe, sujet au frottement qu'il transmet à la membrane
    - Cuica
    - Tambour à friction

  - 231.12 : bâton semi-fixe, qui peut frotter la membrane s'il est lui-même frotté
  - 231.13 : bâton libre, utilisé pour frotter la membrane

- 231.2 : bâton noué perpendiculairement à la membrane

#### À corde (232)
Instruments où une corde, attachés à la membrane, est frottée
- 232.1 : stationnaire, l'instrument ne bouge pas
  - 232.11 : une seule membrane
  - 232.12 : deux membranes

- 232.2 : à rotation, l'instrument tourne autour d'une corde qui frotte un bâton tenu par l'instrumentiste
  - Waldteufel

#### À main (233)
Instruments où la membrane est frottée à la main

### Membranes chantantes (24)

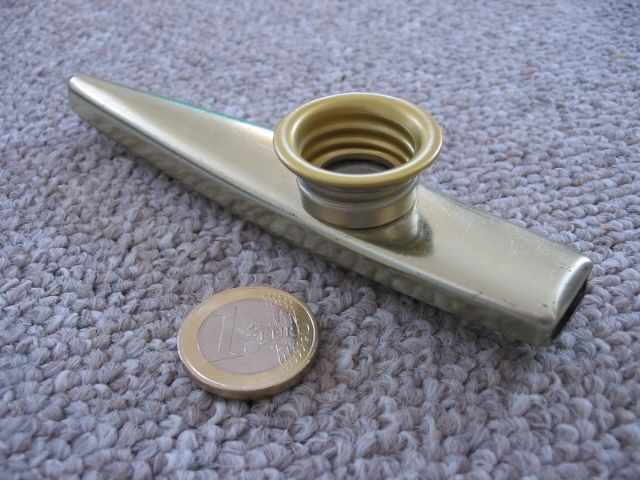
Kazoo, 242.

Ce groupe comprend les kazoos et les mirlitons, instruments qui ne produisent pas de son par eux-mêmes mais modifient d'autres sons grâce à une membrane.

#### Kazoos libres (241)
Instruments où la membrane est actionnée par une colonne d'air ininterrompu, sans conduit
- Papier sur peigne

#### Kazoos à tube ou récipient(242)
Instruments dont la membrane est placée dans une boite, un tube ou tout autre récipient
- Kazoo

### Suffixes additionnels
Les instruments peuvent comporter un suffixe, suivant la façon dont leur membrane est attachée à leur corps.
- 6 : membrane collée au fût

- 7 : membrane clouée au fût

- 8 : membrane nouée au fût
  - 81 : par des cordes ou des rubans (passant d'une membrane à l'autre et formant un filet)
    - 811 : sans dispositif de tension
    - 812 : avec ligatures de tension (des liens perpendiculaires aux cordes en assurent la tension)
    - 813 : avec anneaux de tension (les cordes comportent des anneaux, les liant deux à deux)
    - 814 : avec coins de tension (la tension est assurée par des coins placés entre le fût et les cordes)

  - 82 : par des cordes et une peau
    - 821 : sans dispositif de tension
    - 822 : avec ligatures de tension
    - 823 : avec anneaux de tension
    - 824 : avec coins de tension

  - 83 : par des cordes et une plaque auxiliaire
    - 831 : sans dispositif de tension
    - 832 : avec ligatures de tension
    - 833 : avec anneaux de tension
    - 834 : avec coins de tension

  - 84 : par des cordes attachées à un rebord sculpté dans le fût
    - 841 : sans dispositif de tension
    - 842 : avec ligatures de tension
    - 843 : avec anneaux de tension
    - 844 : avec coins de tension

  - 85 : par des cordes attachées à une ceinture
    - 851 : sans dispositif de tension
    - 852 : avec ligatures de tension
    - 853 : avec anneaux de tension
    - 854 : avec coins de tension

  - 86 : par des cordes attachées à des chevilles insérées dans le fût
    - 861 : sans dispositif de tension
    - 862 : avec ligatures de tension
    - 863 : avec anneaux de tension
    - 864 : avec coins de tension

- 9 : membrane cerclée
  - 91 : par un anneau de corde
  - 92 : par un cerceau
    - 921 : sans mécanisme
    - 922 : à mécanisme
      - 9221 : sans pédale
      - 9222 : à pédale